# باسيل فوستر
باسيل فوستر (12 فبراير 1882 - 28 سبتمبر 1959) (بالإنجليزية: Basil Foster)‏ هو لاعب كريكت بريطاني (وحمل سابقاً جنسية المملكة المتحدة لبريطانيا العظمى وأيرلندا). شارك مع منتخب إنجلترا للكريكت.

## وصلات خارجية
- باسيل فوستر على موقع إي آس بي آن كريك إنفو (الإنجليزية)